# William Thomas Calman
William Thomas Calman (Dundee, 29 de dezembro de 1871 (153 anos) – Carshalton, Surrey, 29 de setembro de 1959) foi um zoólogo britânico.

## Taxa nomeados por Calman
Taxa nomeados por W. T. Calman incluem:
- Acanthephyra faxoni Calman, 1939
- Anaspidacea Calman, 1904
- Anchicolurus occidentalis (Calman, 1912)
- Anoplodactylus cribellatus Calman, 1923
- Anthracocaris Calman, 1933
- Aristaeomorpha woodmasoni Calman, 1925
- Ascorhynchus extenuata (Calman, 1938)
- Atyella brevirostris Calman, 1906a
- Atyella longirostris Calman, 1906a
- Atyella Calman, 1906a
- Austropallene tibicina Calman, 1915
- Austroraptus juvenilis Calman, 1915
- Austroraptus praecox Calman, 1915
- Bankia australis (Calman, 1920)
- Bathycuma longicaudatum Calman, 1912
- Bathycuma longirostre Calman, 1905
- Bathypallenopsis annandalei (Calman, 1923)
- Bathyzetes extenuata (Calman, 1938)
- Bodotria parva Calman, 1907
- Bodotria similis Calman, 1907
- Bodotria sublevis Calman, 1907
- Bresilia atlantica Calman, 1896
- Bresilia Calman, 1896
- Bresiliidae Calman, 1896
- Bresilioidea Calman, 1896
- Brevitalitrus hotulanus (Calman, 1912)
- Callipallene pectinata (Calman, 1923)
- Calocarcinus africanus Calman, 1909
- Calocarcinus Calman, 1909
- Campylaspis antarctica Calman, 1907
- Campylaspis orientalis Calman, 1911
- Campylaspis platyuropus Calman, 1911
- Campylaspis rostrata Calman, 1905
- Campylaspis spinosa Calman, 1906
- Campylaspis vitrea Calman, 1906
- Caridella cunningtoni Calman, 1906a
- Caridella minuta Calman, 1906a
- Caridella paski Calman, 1928
- Caridella Calman, 1906a
- Caridina indistincta indistincta Calman, 1926
- Caridinides wilkinsi Calman, 1926
- Caridinides Calman, 1926
- Ceratocuma horridum Calman, 1905
- Ceratocuma Calman, 1905
- Ceratocumatidae Calman, 1905
- Cilunculus sewelli Calman, 1938
- Colossendeis drakei Calman, 1915
- Colossendeis scotti Calman, 1915
- Colossendeis wilsoni Calman, 1915
- Colurostylis lemurum Calman, 1917
- Colurostylis pseudocuma Calman, 1911
- Colurostylis Calman, 1911
- Cryptocnemus haddoni Calman, 1900
- Cumella australis Calman, 1907
- Cumella clavicauda Calman, 1911
- Cumella forficula Calman, 1911
- Cumella gracilima Calman, 1905
- Cumella hispida Calman, 1911
- Cumella laevis Calman, 1911
- Cumella leptopus Calman, 1911
- Cumella serrata Calman, 1911
- Cumellopsis helgae Calman, 1905
- Cumellopsis puritani Calman, 1906
- Cumellopsis Calman, 1905
- Cyclaspis cingulata Calman, 1907
- Cyclaspis coelebs Calman, 1917
- Cyclaspis costata Calman, 1904
- Cyclaspis elegans Calman, 1907
- Cyclaspis herdmani Calman, 1904
- Cyclaspis hornelli Calman, 1904
- Cyclaspis longipes Calman, 1907
- Cyclaspis persculpta Calman, 1905
- Cyclaspis picta Calman, 1904
- Cyclaspis sibogae Calman, 1905
- Cyclaspis similis Calman, 1907
- Cyclaspis thomsoni Calman, 1907
- Cyclaspis triplicata Calman, 1907
- Cyclaspis unicornis Calman, 1907
- Cyclaspis uniplicata Calman, 1907
- Cyclaspis varians Calman, 1912
- Diastylis alaskensis Calman, 1912
- Diastylis argentata Calman, 1912
- Diastylis aspera Calman, 1912
- Diastylis bidentata Calman, 1912
- Diastylis dalli Calman, 1912
- Diastylis insularum (Calman, 1908)
- Diastylis koreana Calman, 1911
- Diastylis mawsoni Calman, 1918
- Diastylis nucella Calman, 1912
- Diastylis planifrons Calman, 1912
- Diastylis sulcata Calman, 1912
- Diastylopsis crassior Calman, 1911
- Diastylopsis elongata Calman, 1911
- Dipteropeltis hirundo Calman, 1912
- Dodecolopoda mawsoni Calman & Gordon, 1933
- Dodecolopoda Calman & Gordon, 1933
- Ekleptostylis walkeri (Calman, 1907)
- Endeis flaccida Calman, 1923
- Eocuma affine Calman, 1904
- Eocuma dollfusi Calman, 1907
- Eocuma latum Calman, 1907
- Eocuma longicorne Calman, 1907
- Eocuma stelliferum Calman, 1907
- Eocuma taprobanicum Calman, 1904
- Eucarida Calman, 1904
- Eudorella monodon Calman, 1912
- Eudorella similis Calman, 1907
- Eudorellopsis biplicata Calman, 1912
- Eudorellopsis resima Calman, 1907
- Gennadas capensis Calman, 1925
- Gennadas gilchristi Calman, 1925
- Gennadas gilchristi Calman, 1925
- Glyphocrangon mabahissae Calman, 1939
- Glyptelasma hamatum (Calman, 1919)
- Gynodiastylis bicristata Calman, 1911
- Gynodiastylis carinata Calman, 1911
- Gynodiastylis costata Calman, 1911
- Gynodiastylis Calman, 1911
- Hemileucon comes Calman, 1907
- Hemileucon uniplicatus Calman, 1907
- Hemileucon Calman, 1907
- Heteroleucon akaroensis Calman, 1907
- Heteroleucon Calman, 1907
- Heteromysoides cotti (Calman, 1932)
- Holthuisana wollastoni (Calman, 1914)
- Hoplocarida Calman, 1904
- Hyastenus uncifer Calman, 1900
- Lamprops beringi Calman, 1912
- Leucon heterostylis Calman, 1907
- Leucon siphonatus Calman, 1905
- Lioxanthodes alcocki Calman, 1909
- Lioxanthodes Calman, 1909
- Litogynodiastylis laevis (Calman, 1911)
- Litoscalpellum juddi (Calman, 1918)
- Lophopilumnus cristipes (Calman, 1900)
- Makrokylindrus cingulatus (Calman, 1905)
- Makrokylindrus fistularis (Calman), 1911
- Makrokylindrus tubulicauda (Calman, 1905)
- Namlacium crepidatum (Calman, 1925)
- Nannastacus agnatus Calman, 1911
- Nannastacus brevicaudatus Calman, 1905
- Nannastacus gibbosus Calman, 1911
- Nannastacus gurneyi Calman, 1927
- Nannastacus minor Calman, 1911
- Nannastacus pardus Calman, 1905
- Nannastacus reptans Calman, 1911
- Nannastacus stebbingi Calman, 1904
- Nannastacus tardus Calman, 1911
- Nannastacus zimmeri Calman, 1911
- Nebaliacea Calman, 1904
- Nematobrachion boopis (Calman, 1905)
- Nematobrachion Calman, 1905
- Nymphon andamanense Calman, 1923
- Nymphon arabicum Calman, 1938
- Nymphon foxi Calman, 1927
- Nymphon proximum Calman, 1915
- Oxyurostylis smithi Calman, 1912
- Oxyurostylis Calman, 1912
- Pallenopsis alcocki Calman, 1923
- Pandalina Calman, 1899
- Paradiastylis brachyura Calman, 1904
- Paradiastylis longipes Calman, 1905
- Paradiastylis Calman, 1904
- Paralamprops orbicularis (Calman, 1905)
- Paraleucon suteri Calman, 1907
- Paraleucon Calman, 1907
- Paralimnoria andrewsi (Calman, 1910)
- Parapallene challengeri Calman, 1937
- Parapallene longipes Calman, 1938
- Parapotamon spinescens (Calman, 1905)
- Peracarida Calman, 1904
- Periclimenaeus arabicus (Calman, 1939)
- Periclimenaeus crassipes (Calman, 1939)
- Pigrogromitus timsanus Calman, 1927
- Pigrogromitus Calman, 1927
- Platycuma holti Calman, 1905
- Platycuma Calman, 1905
- Plesionika minor Calman, 1939
- Polycheria osborni Calman, 1898
- Pontonides unciger Calman, 1939
- Potamonautes warreni (Calman, 1918)
- Procampylaspis bonnieri Calman, 1906
- Propallene kempi (Calman, 1923)
- Pseudione giardi Calman, 1898
- Pseudodiastylis ferox Calman, 1905
- Pseudodiastylis Calman, 1905
- Pseudolambrus confragosus (Calman, 1900)
- Pseudoleptocuma minus (Calman, 1912)
- Pycnogonum africanum Calman, 1938
- Rouxana ingrami (Calman, 1908)
- Rouxana plana (Calman, 1914)
- Scherocumella brachydactyla (Calman, 1905)
- Scherocumella gurneyi (Calman, 1927)
- Scherocumella lepturus Calman, 1911
- Schizotrema bifrons Calman, 1911
- Schizotrema depressum Calman, 1911
- Schizotrema sordidum Calman, 1911
- Schizotrema Calman, 1911
- Seguapallene echinata (Calman, 1938)
- Sesarma boulengeri Calman, 1920
- Spinoserolis beddardi (Calman, 1920)
- Squilla brasiliensis Calman, 1917
- Styloptocuma gracillimum (Calman, 1905)
- Sympodomma diomedeae (Calman), 1912
- Sympodomma weberi (Calman, 1905)
- Teloscalpellum ecaudatum (Calman, 1918)
- Thaumastocheles japonicus Calman, 1913
- Trachycaris Calman, 1906b
- Trianguloscalpellum annandalei (Calman, 1918)
- Tropichelura insulae (Calman, 1910)
- Typhlocaris Calman, 1909
- Typhlocaris galilea Calman, 1909
- Vaunthompsonia arabica Calman, 1907
- Zanclopus cephalodisci Calman, 1908
- Zanclopus Calman, 1908
- Zygosiphon mortenseni Calman, 1907
- Zygosiphon Calman, 1907

## Obras
- Appendiculata: Crustacea, in Lankester: Treatise on Zoology, 1909
- The life of the Crustacea, 1911
- The classifcation of animals, 1949